# Водительское удостоверение в Российской Федерации

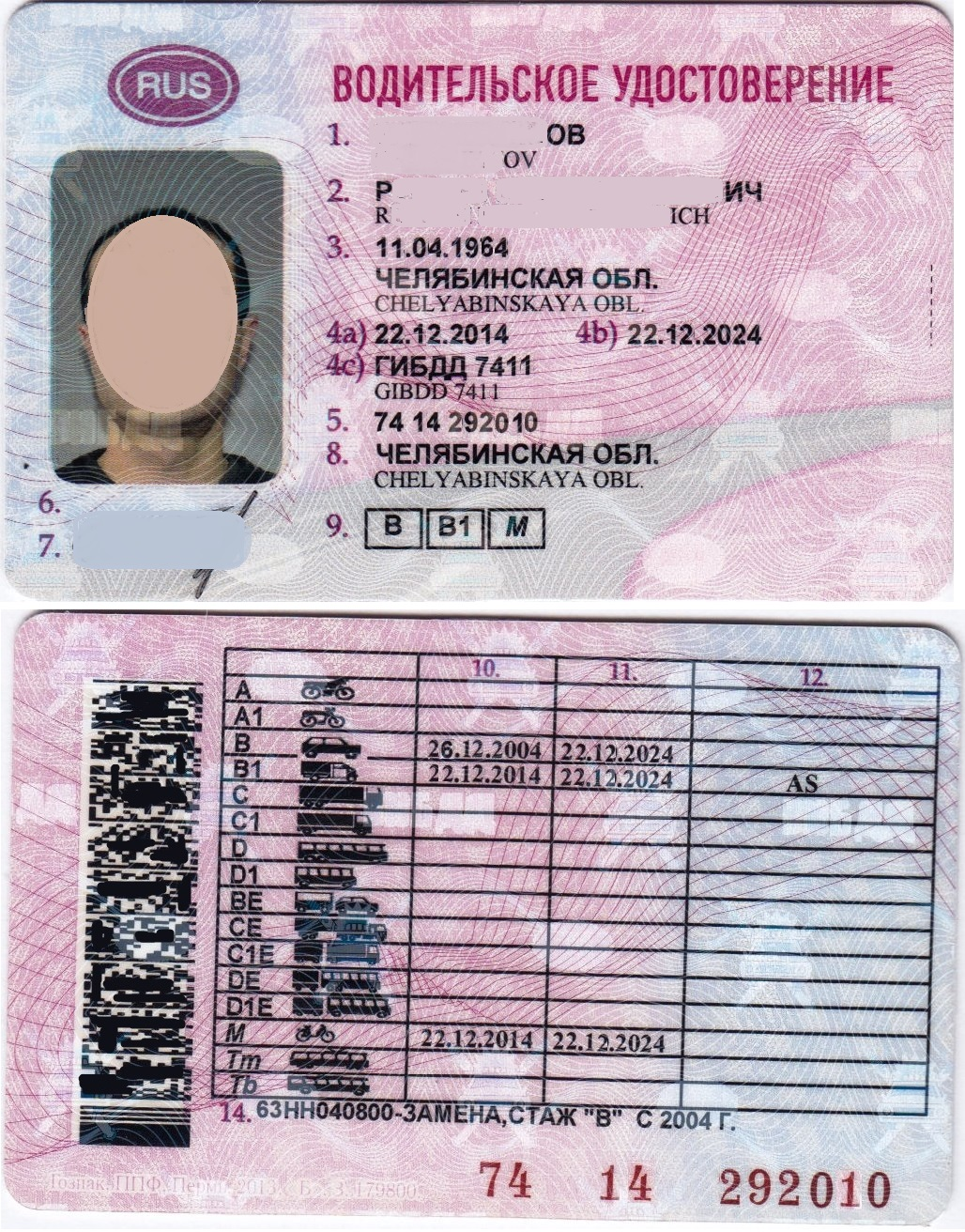
Водительское удостоверение образца 2014 г. (Выдано в Челябинской области)

В России, согласно статье 2.1.1 Правил дорожного движения, водитель транспортного средства обязан иметь при себе водительское удостоверение на право управления транспортным средством соответствующей категории. Водительские удостоверения выдаются после прохождения обучения в специализированных учебных заведениях (автошколах) и сдачи экзаменов в подразделениях ГИБДД МВД России.

## История

### До 1991
«Днем рождения» водительских прав считается 14 августа 1893 года, когда в Париже была выдана первая «справка о способности управлять транспортным средством с механическим двигателем». Имя первого водителя осталось неизвестным, однако история запомнила префекта парижской полиции Луи Лепина, который подписал документ. В 1888 году первым, кто получил разрешение на использование автомобиля на общественных дорогах, стал изобретатель Карл Бенц.
В России аналогичное разрешение впервые было выдано в 1900 году в Санкт-Петербурге. Чтобы получить карточку, содержащую фотографию и данные владельца транспортного средства, необходимо было сдать экзамен. В Великобритании процесс получения водительских прав начался лишь в 1934 году. 
Параллельно, 11 октября 1909 года в Париже была подписана Международная конвенция о передвижении автомобилей, к которой впоследствии присоединилась и Россия. Этот документ устанавливал обязательные требования как для автомобилей, так и для водителей. Были определены различные виды тормозных систем, требования к структуре органов управления, системам звуковых сигналов и даже номерным знакам, которые должны были отражать принадлежность транспортных средств к тому или иному государству. Кроме того, для водителей были введены возрастные ограничения, и им присваивались соответствующие квалификации. Успешно пройдя экзамены, водители получали международное дорожное свидетельство единого образца. Первая автошкола в России была открыта в Санкт-Петербурге в 1910 году и стала важным шагом на пути к организации обучения водителей.
Дореволюционные права продолжали действовать и в период советской власти, однако в 1923 году в СССР было введено новое «Свидетельство на право управления экипажем». В этом документе впервые были определены категории водителей, которые зависели от стажа.
В 1936 году было установлено удостоверение шофера, которое выдавалось органами внутренних дел после прохождения соответствующего обучения. На подготовку водителей низшей категории, третьей, отводилось 576 часов, из которых до 30 часов предназначались для практических занятий. Обучение могло проходить как с отрывом от производства, что занимало три месяца, так и без отрыва — на протяжении полугода. Спустя два десятилетия Госавтоинспекция была наделена полномочиями изымать удостоверения у водителей за нарушения правил. 
В сентябре 1949 года в Берне, столице Швейцарии, была подписана новая Конвенция о дорожном движении. СССР присоединился к этой конвенции только в 1963 году, и с этого момента советские граждане получили возможность оформлять водительские удостоверения международного образца.

### После 1991 года
Некоторые изменения, которые произошли с водительским удостоверением в России:
- 1995–2011 годы. Из документа-книжечки права превратились в плоскую карточку формата А6 (148×105 мм). Исчезла большая часть надписей от руки, аббревиатура SU сменилась на RUS, а дизайн пополнился защитной узорной сеткой и водяными знаками[7].
- 2011–2014 годы. Удостоверение получило розово-голубые оттенки вместо жёлтого, новый шрифт и некачественное защитное покрытие. В 2011 году в нём появился увеличенный перечень категорий транспорта: девять вместо пяти. Из «шапки» исчез французский перевод, разделы документа вместо названий получили цифры[8].

До 28.02.2011 в России выдавались водительские удостоверения следующих форматов:
- ламинированное бумажное размером 148×105 мм официальное название — образец № 1, выдавалось с 1995 по 2011 годы[9];
- пластиковое размером 85×55 мм — образец № 2, официально оформлялось также с 1993 по 2011 гг., фактически в некоторых регионах выдача прекращена раньше[10][11][12].
- 2014 год. Российское водительское удостоверение достигло полного соответствия требованиям Венской конвенции. Число категорий и подкатегорий увеличилось до 16[13].

|  |  |  |

В феврале 2019 года стало известно, что ГИБДД рассчитывает на введение в России электронных водительских прав с 2020 года. Об этом рассказал начальник ГИБДД России Михаил Черников.
- 2020 год. Главное отличие — новый дизайн с расширенной «шапкой». Помимо вернувшейся строки Permis de Conduire, новые водительские права получили ещё одну строчку, уже на английском: Driving Licence. По мнению властей, это упростит общение с полицейскими за рубежом, а также избавит от получения отдельного — международного — ВУ[13].

## Современное состояние
С 01.03.2011 в России выдаются водительские удостоверения нового образца, форма которых обновлялась в 2014 и 2020 году.
Первоначально новая форма водительского удостоверения была утверждена приказом МВД России от 13.05.2009 г. № 365, с 1 марта 2011 г. выдаётся всеми подразделениями ГИБДД. В 2014 году приказом МВД России от 09.01.2014 г. № 6 были внесены дополнения в приказ № 365 от 13.05.2009 г. в виде подкатегорий ТС и ограничения управления ТС только с автоматической трансмиссией.
Удостоверение изготавливается на бумажной основе, ламинируемой в твердый прозрачный пластик в присутствии получателя, размеры составляют 85,6×54 мм (с закругленными углами). Степень защищенности от подделок бланка удостоверения — «Б». Цвета — голубой и розовый. На лицевой стороне помещено изображение отличительного знака Российской Федерации «RUS».
За выдачу предусмотрена государственная пошлина в размере 2000 руб.
Удостоверение полностью соответствует требованиям Венской конвенции о дорожном движении 1968 г. и действительно на территории всех государств-участников.
- удостоверение нового образца, соответствующее требованиям Венской конвенции о дорожном движении 1968 года (выдавалось с 2011 по 2014 годы)[17];
- с 2014 по 2020 гг. выдавались обновлённые удостоверения нового образца (с 2014 года), отличающиеся от ВУ образца 2011 года только расширенным набором категорий на оборотной стороне;
- с 2020 года на лицевой стороне водительских удостоверений появились надписи на французском и английском языках.

| №                | Атрибут                                                                                   | Примечание |
| ---------------- | ----------------------------------------------------------------------------------------- | --- |
| Лицевая сторона  |                                                                                           | |
| 1.               | Фамилия                                                                                   | Отчество указывается при наличии. ФИО дублируется латинской транслитерацией, учитывая рекомендованный ИКАО международный стандарт. По желанию владельца данные могут транслитерироваться так же, как в его заграничном паспорте                                                                                  |
| 2.               | Имя, Отчество                                                                             | Отчество указывается при наличии. ФИО дублируется латинской транслитерацией, учитывая рекомендованный ИКАО международный стандарт. По желанию владельца данные могут транслитерироваться так же, как в его заграничном паспорте                                                                                  |
| 3.               | Дата и место рождения                                                                     | |
| 4a).             | Дата выдачи                                                                               | |
| 4b).             | Дата окончания срока действия удостоверения                                               | Удостоверение выдаётся на срок 10 лет |
| 4c).             | Код подразделения Госавтоинспекции, выдавшего водительское удостоверение                  | Например: «ГИБДД 0215», где «02» — код региона Российской Федерации, «15» — код экзаменационного подразделения |
| 5.               | Номер удостоверения                                                                       | Состоит из 4 цифр серии и 6 номера |
| 6.               | Фотография владельца                                                                      | Цветная, размером 21×30 мм. Фотография должна иметь чёткое изображение лица строго в анфас без головного убора. Допускается изготовление фотографий в головных уборах, не скрывающих овал лица, гражданам, религиозные убеждения которых не позволяют показываться перед посторонними лицами без головных уборов |
| 7.               | Подпись владельца                                                                         | |
| 8.               | Место жительства                                                                          | |
| 9.               | Категории, подкатегории ТС, на право управления которыми выдано удостоверение             | |
| Обратная сторона |                                                                                           | |
| 10.              | Дата получения права на управление ТС соответствующей категории, подкатегории             | |
| 11.              | Дата окончания срока действия удостоверения для соответствующей категории, подкатегории   | |
| 12.              | Ограничения права на управление ТС соответствующей категории, подкатегории                | |
| 13.              | Штрихкод                                                                                  | Не обозначен числом |
| 14.              | Общие ограничения в действии удостоверения, а также дополнительная информация о владельце | Год наиболее ранней даты получения права на управление ТС, серия и номер предыдущего ВУ, ИНН владельца и др. |

### Категории транспортных средств
Согласно статье 25 Федерального закона «О безопасности дорожного движения» установлены следующие категории транспортных средств
| Категория (подкатегория) | Описание | Требования к водителю                   | Разрешает категорию |
| ------------------------ | --- | --------------------------------------- | ------------------- |
| M                        | Велосипеды и мопеды | для мопеда 16 лет для велосипеда 10 лет | —                   |
| A1                       | мотоциклы с рабочим объемом двигателя внутреннего сгорания, не превышающим 125 кубических сантиметров, и максимальной мощностью, не превышающей 11 киловатт | 16 лет                                  | M                   |
| A                        | мотоциклы | 18 лет                                  | M, A1, B1 (MS)      |
| B1                       | трициклы и квадрициклы | 18 лет                                  | M                   |
| B                        | автомобили (за исключением транспортных средств категории «A»), разрешенная максимальная масса которых не превышает 3500 килограммов и число сидячих мест которых, помимо сиденья водителя, не превышает восьми; автомобили категории «B», сцепленные с прицепом, разрешенная максимальная масса которого не превышает 750 килограммов; автомобили категории «B», сцепленные с прицепом, разрешенная максимальная масса которого превышает 750 килограммов, но не превышает массы автомобиля без нагрузки, при условии, что общая разрешенная максимальная масса такого состава транспортных средств не превышает 3500 килограммов | 18 лет                                  | M, B1 (AS)          |
| BE                       | автомобили категории «B», сцепленные с прицепом, разрешенная максимальная масса которого превышает 750 килограммов и превышает массу автомобиля без нагрузки; автомобили категории «B», сцепленные с прицепом, разрешенная максимальная масса которого превышает 750 килограммов, при условии, что общая разрешенная максимальная масса такого состава транспортных средств превышает 3500 килограммов | стаж B 12 месяцев                       |                     |
| C1                       | автомобили, за исключением автомобилей категории «D», разрешенная максимальная масса которых превышает 3500 килограммов, но не превышает 7500 килограммов; автомобили подкатегории «C1», сцепленные с прицепом, разрешенная максимальная масса которого не превышает 750 килограммов | 18 лет                                  | M                   |
| C1E                      | автомобили подкатегории «C1», сцепленные с прицепом, разрешенная максимальная масса которого превышает 750 килограммов, но не превышает массы автомобиля без нагрузки, при условии, что общая разрешенная максимальная масса такого состава транспортных средств не превышает 12 000 килограммов | стаж C или C1 12 месяцев                |                     |
| C                        | автомобили, за исключением автомобилей категории «D», разрешенная максимальная масса которых превышает 3500 килограммов; автомобили категории «C», сцепленные с прицепом, разрешенная максимальная масса которого не превышает 750 килограммов | 18 лет                                  | M, C1               |
| CE                       | автомобили категории «C», сцепленные с прицепом, разрешенная максимальная масса которого превышает 750 килограммов | стаж C 12 месяцев                       | M, C1E              |
| D1                       | автомобили, предназначенные для перевозки пассажиров и имеющие более восьми, но не более шестнадцати сидячих мест, помимо сиденья водителя; автомобили подкатегории «D1», сцепленные с прицепом, разрешенная максимальная масса которого не превышает 750 килограммов | 21 год                                  | M                   |
| D1E                      | автомобили подкатегории «D1», сцепленные с прицепом, который не предназначен для перевозки пассажиров, разрешенная максимальная масса которого превышает 750 килограммов, но не превышает массы автомобиля без нагрузки, при условии, что общая разрешенная максимальная масса такого состава транспортных средств не превышает 12 000 килограммов | стаж D или D1 12 месяцев                |                     |
| D                        | автомобили, предназначенные для перевозки пассажиров и имеющие более восьми сидячих мест, помимо сиденья водителя; автомобили категории «D», сцепленные с прицепом, разрешенная максимальная масса которого не превышает 750 килограммов | 21 год                                  | M, D1               |
| DE                       | автомобили категории «D», сцепленные с прицепом, разрешенная максимальная масса которого превышает 750 килограммов; сочлененные автобусы, дуобусы. | стаж D 12 месяцев                       | M, D1E              |
| F                        | тракторы, коммунальная техника, комбайны и прочие сельхозагрегаты |                                         |                     |
| Tm                       | трамваи | 21 год                                  | M                   |
| Tb                       | троллейбусы (при DE — дуобусы) | 21 год                                  | M                   |

1. ↑  При наличии в водительском удостоверении категории «A» и отсутствии категории «B» допускается управление транспортными средствами подкатегории «B1» только с мотоциклетной посадкой или рулём мотоциклетного типа
2. ↑  При наличии в водительском удостоверении категории «B» и отсутствии категории «A» допускается управление транспортными средствами подкатегории «B1» только с автомобильным рулём

С 2014 года в разделе 12 указывается отметка «AT», ограничивающая действие удостоверения в отношении соответствующих категорий и подкатегорий транспортными средствами только с автоматической трансмиссией. Помимо медицинских показаний, данная отметка проставляется, если владелец удостоверения проходил обучение и сдавал экзамены только на транспортных средствах с АКПП.

### Медицинские противопоказания, показания и ограничения
Утверждены Постановлением Правительства РФ от 29.12.2014 N 1604 и делятся на:
- медицинские противопоказания — список заболеваний и состояний, при которых управление ТС невозможно;
- медицинские показания — список заболеваний и состояний, требующих для управления ТС специального оснащения или устройств;
- медицинские ограничения — список заболеваний и состояний, при которых невозможно управление ТС определённой категории.

| Перечень медицинских противопоказаний к управлению транспортным средством | Перечень медицинских противопоказаний к управлению транспортным средством                          |
| Код заболевания по МКБ-10                                                 | Наименование заболевания                                                                           |
| ------------------------------------------------------------------------- | -------------------------------------------------------------------------------------------------- |
| F00 — F09                                                                 | Органические, включая симптоматические, психические расстройства                                   |
| F20 — F29                                                                 | Шизофрения, шизотипические и бредовые расстройства                                                 |
| F30 — F39                                                                 | Расстройства настроения (аффективные расстройства)                                                 |
| F40 — F48                                                                 | Невротические, связанные со стрессом и соматоформные расстройства                                  |
| F60 — F69                                                                 | Расстройства личности и поведения в зрелом возрасте                                                |
| F70 — F79                                                                 | Умственная отсталость                                                                              |
| F10 — F16, F18, F19                                                       | Психические расстройства и расстройства поведения, связанные с употреблением психоактивных веществ |
| G40                                                                       | Эпилепсия                                                                                          |
| H53.51                                                                    | Ахроматопсия                                                                                       |
| H54.0                                                                     | Слепота обоих глаз                                                                                 |

При наличии общих медицинских показаний в графу 14 ВУ (12 для отдельной категории) ставятся следующие отметки:
- MC — ТС с ручным управлением;
- AT — ТС с автоматической трансмиссией;
- APS — ТС, оборудованное акустической парковочной системой;
- GCL — управление ТС в очках или контактных линзах;
- HA/CF — медицинские показания к управлению транспортным средством с использованием водителем транспортного средства медицинских изделий для компенсации потери слуха;
- ML — при наличии медицинских ограничений к управлению ТС категории «M» (указывается в столбце 12 ВУ).

## Получение права на управление транспортными средствами
К сдаче экзаменов допускаются лица:
- достигшие установленного возраста,
- имеющие медицинское заключение об отсутствии противопоказаний к управлению ТС,
- прошедшие в установленном порядке соответствующее профессиональное обучение.

Для категорий «B» и «C» возможна сдача экзаменов лицам, достигшим возраста 17 лет, но удостоверение им будет выдано только после достижения совершеннолетия.
Лица, проходящие военную службу, могут быть допущены к сдаче экзаменов на право управления ТС категории «D» и подкатегории «D1» по достижении 19 лет после соответствующего профессионального обучения. При этом, выданные им по результатам сдачи экзаменов ВУ подтверждают право на управление транспортными средствами категории «D» и подкатегории «D1», принадлежащие только Вооружённым Силам Российской Федерации, другим войскам, воинским формированиям и органам, в которых федеральными законами предусмотрена военная служба, пока данные лица не достигнут двадцатиоднолетнего возраста.
Экзамены состоят из теоретического и практических экзаменов и принимаются в следующей последовательности:
1. теоретический экзамен;
2. практический экзамен по первоначальным навыкам управления транспортным средством (кроме категорий «Tm», «Tb»);
3. практический экзамен по управлению транспортным средством в условиях дорожного движения (кроме категорий «Tm», «Tb», «A», «M» и подкатегорий «A1» и «B1»).

Кандидат в водители, сдавший теоретический экзамен, допускается к сдаче практических экзаменов в течение последующих 6 месяцев.
Кандидат в водители, не сдавший теоретический экзамен, к практическим экзаменам не допускается, повторный экзамен назначается не ранее чем через 7 дней со дня проведения предыдущего. Для кандидатов в водители, не сдавших один из экзаменов с третьей и последующих попыток, повторный экзамен назначается не ранее чем через 6 и не позднее 9 месяцев.
Согласно новым поправкам в законодательстве, начиная с 28 ноября 2017 года автошколы, получившие соответствующее заключение от ГИБДД, могут предоставить кандидатам в водители возможность сдать теоретический и практический экзамен по первоначальным навыкам на своей территории.

## Как удостоверение личности
В российском законодательстве не существует единого официального перечня документов, удостоверяющих личность. Верховный суд Российской Федерации в своём решении по делу ГКПИ 06-1016 признал, что 

 Водительское удостоверение на право управления транспортным средством подтверждает не только наличие такого права у поименованного в нем лица, но и принадлежность самого документа именно этому лицу, поскольку содержит все необходимые реквизиты, позволяющие удостоверить личность гражданина. — Решение ВС РФ от 08 ноября 2006 года по делу № ГКПИ06-1016
 Тем не менее, водительское удостоверение отсутствует в других нормативно-правовых актах как документ, удостоверяющий личность. Но может подтвердить возраст при покупке алкогольной и табачной продукции.
С 2021 года водительское удостоверение может использоваться для идентификации клиентов банков.